# Isernhagen
Isernhagen er en tysk by i Region Hannover i Niedersachsen, beliggende ca. 10 km nordøst for Hannover. Motorvejen Bundesautobahn 7 fører gennem byen. Den er opdelt i syv bydele, hvoraf 4 oprindeligt er gamle landsbyer (Bauerschaft). Isernhagen er efter personlig indkomst det rigeste område i Niedersachsen.

## Geografi
Isernhagen grænser op til Burgwedel, Burgdorf, Lehrte, Hannover, Langenhagen og Wedemark (i urviserens retning, begyndende mod nord) og ligger ved den sydlige udkant af Lüneburger Heide.

### Bydele
Isernhagen består af bydelene:
- Niedernhägener Bauerschaft (NB)
- Kircher Bauerschaft (KB)
- Farster Bauerschaft (FB)
- Hohenhorster Bauerschaft (HB)
- Altwarmbüchen (AWB)
- Neuwarmbüchen (NWB)
- Kirchhorst

## Våben
Hver bydel har sit eget våben. Det fælles våben for Isernhagen viser tre liljer, som betegner de tre tidligere kommuner, fire hestesko som symbol på de fire landsbyer samt et sølvbånd, der betegner floden Wietze, som forbinder alle syv bydele med hinanden.
Våbnet blev godkendt af den daværende Landkreis Hannover 9. januar 1978.

### De fire landsbyers våben
- Farster Bauerschaft
- Hohenhorster Bauerschaft
- Kircher Bauerschaft
- Niederhägener Bauerschaft

## Historie

### Navn
Navnet Isernhagen afledes af tysk "Isern", der står for jern (Eisen) og hentyder til forekomster af myremalm. Endelsen "Hag/-hagen" er et tidligere brugt synonym for hegn (tysk: Hecken).

### Middelalderen
Isernhagen nævnes første gang i 1334 i Hannovers annaler, hvor navnet på en beboer er anført. Byen fejrede derfor i 1984 sit 650-års jubilæum. I september 1997 kunne bydelen Altwarmbüchen fejre sit 800-års jubilæum.
De oprindelige fire landsbyer blev anlagt i det 13. århundrede.

### Nutid
I forbindelse med en forvaltnings- og distriktsreform dannedes kommunen Warmbüchen 1. marts 1974. Den fik senere det nuværende navn Isernhagen. Bydelen Isernhagen N.B.-Süd fra Isernhagen kommune lagdes i 1974 under byen Hannover, hvor den blev bydelen Isernhagen-Süd. Fra 1. november 2001 hører Isernhagen til Region Hannover, der dannedes ved sammenlægning af den tidligere Landkreis Hannover og den kreisfrie by Hannover.
Før det skete i München og Schwäbisch Hall havde Isernhagen i stor udstrækning omlagt sine edb-systemer til styresystemet Linux og er dermed foregangsby på dette område i Tyskland.